# مقیاس مرگ
مقیاس مرگ (به انگلیسی: Death by Degrees) که در ژاپن تحت عنوان مقیاس مرگ تکن: نینا ویلیامز شناخته می‌شود، عنوان یک بازی ویدئویی به سبک اکشن ماجراجویی است که توسط شرکت بازی‌سازی نامکو ساخته شده و در اوایل سال ۲۰۰۵ به‌طور انحصاری برای کنسول پلی‌استیشن ۲ عرضه شد. این بازی در ابتدا یکی از مشتقات مجموعه بازی‌های مبارزه‌ای تکن به‌شمار می‌رفت، و در آن (که داستانش پیرامون یکی از شخصیت‌های اصلی سری بازی‌های تکن است)، بازی از زاویهٔ دید سوم شخص دنبال می‌شد و عنوانی اکشن معمایی به حساب می‌آید. در این بازی نینا ویلیامز به عنوان شخصیت اصلی ایفای نقش می‌کند. مقیاس مرگ نخستین بازی در مجموعهٔ تکن با رده‌بندی سنی جوانان (Mature) بر اساس ای‌اس‌آربی محسوب می‌شود.

## روندبازی
روند این بازی با بازی‌های هم سبک خود کاملاً متفاوت است. آنالوگ‌ها برای مبارزه و دکمه‌های ایکس، دایره و … برای حرکت دادن شخصیت طراحی شده است. مقیاس مرگ دارای مراحل مبارزه، تیراندازی، مخفی‌کاری و همچنین حل معما تشکیل گشته است. یکی از نکات قابل توجه بازی قابلیت نینا برای شکستن استخوان‌های دشمنان با استفاده از حملاتی با نشانه‌گیری دقیق است.

## داستان
نینا ویلیامز، یک آدمکش پرآوازه و جاسوس کهنه‌کار، توسط سازمان سیا و ام‌آی۶ به قصد نفوذ کردن به یک سازمان جنایی به نام «کومتا» استخدام می‌شود. خواهر او، آنا ویلیامز نیز دستی در این بازی دارد…